# 月鉾
月鉾（つきほこ）は、7月に京都市内で行われる祇園祭において毎年7月17日の前祭で巡行する山鉾である。
山鉾町は下京区四条通室町西入月鉾町。
応仁の乱以前から存在する鉾であり、もとはかつら男鉾などと呼ばれていたが、真木中ごろの天王座に月読尊を祀ることや鉾頭に新月の飾りを付けている事などから月鉾と呼ばれるようになった。
鉾頭は元亀4年（1573年）6月の刻銘が見られ、鉾頭としては最古とされる。天明の大火や元治の大火などでも大きな焼失を免れており懸装品、装飾も維持されてきた。第二次世界大戦後も長刀鉾とともにいち早く参加している。
山鉾の中でも最も大きく、重いとされる。屋根の裏には円山応挙による金地彩色草花図、内部の天井には岩城清右衛門による源氏物語五十四帖扇面散図、破風蟇股に左甚五郎作とされる兎と亀の彫り物、天水引に円山応震下絵の霊獣図刺繍、胴懸にムガル帝国やオスマン帝国から伝来したとされる絨毯、見返りに皆川月華作の黎明図など豪華に飾られており、動く美術館といわれる祇園の鉾の代表となっている。

## 画像

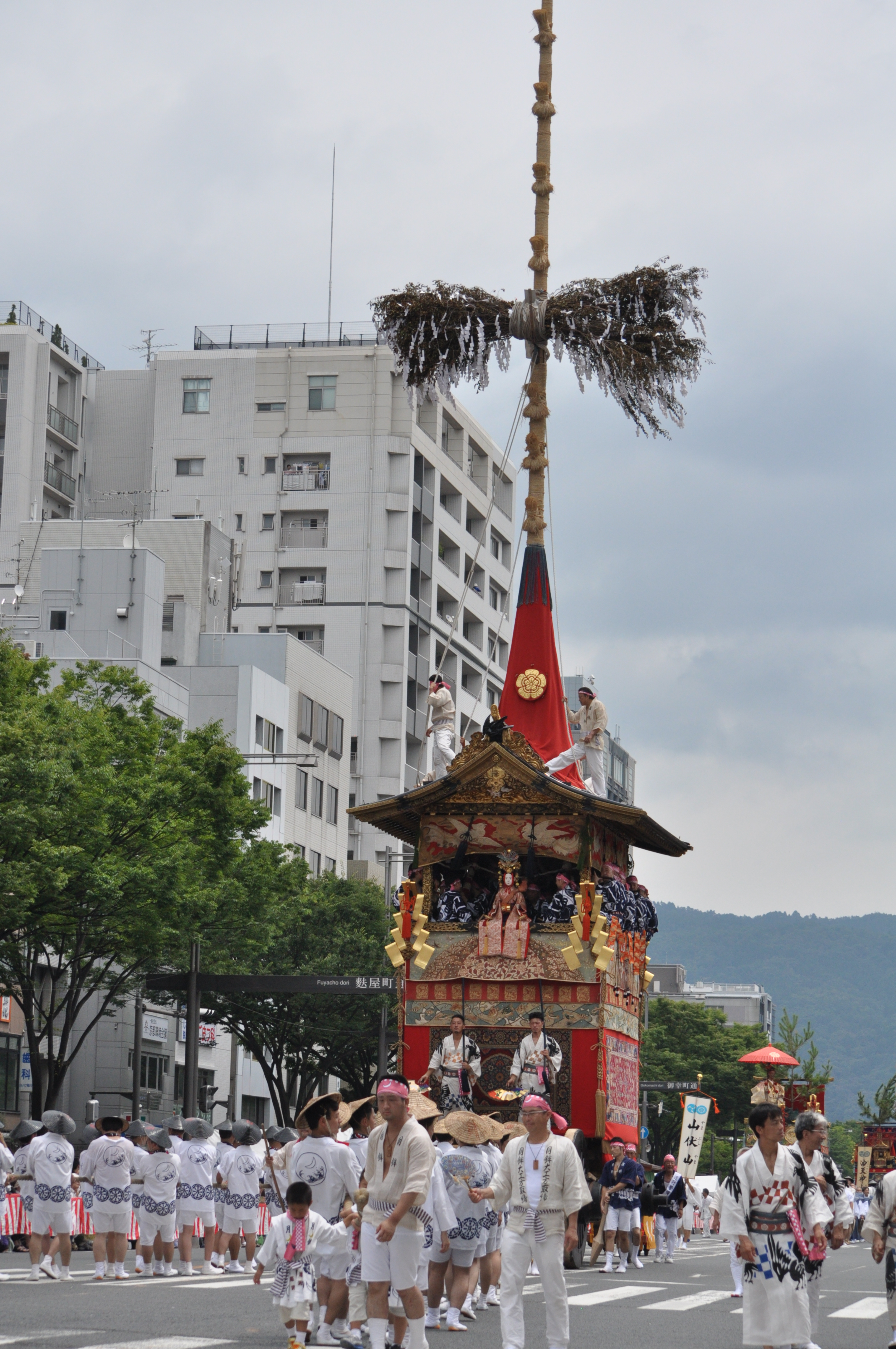
月鉾（2017年7月17日撮影）
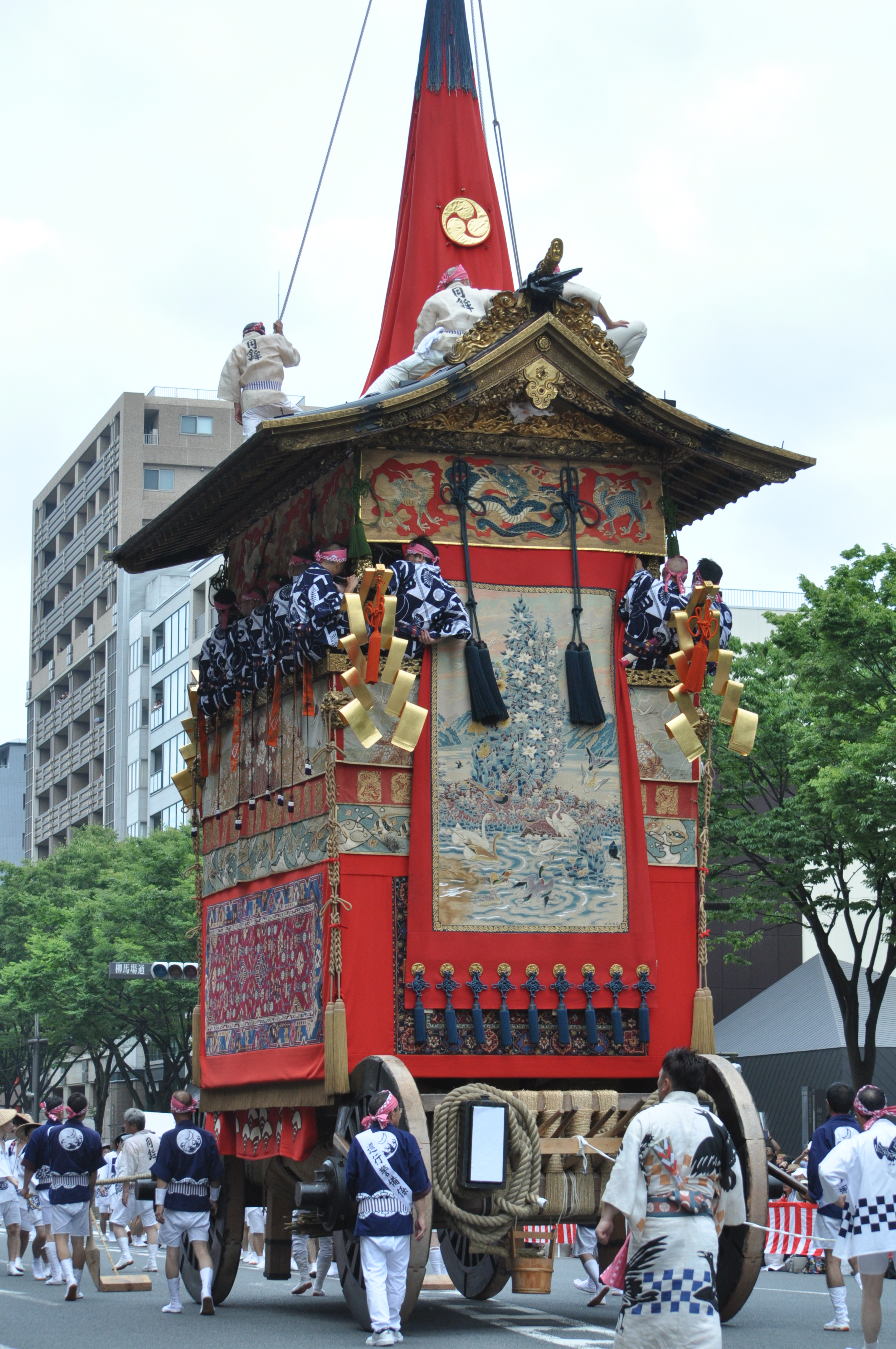
月鉾（2017年7月17日撮影）
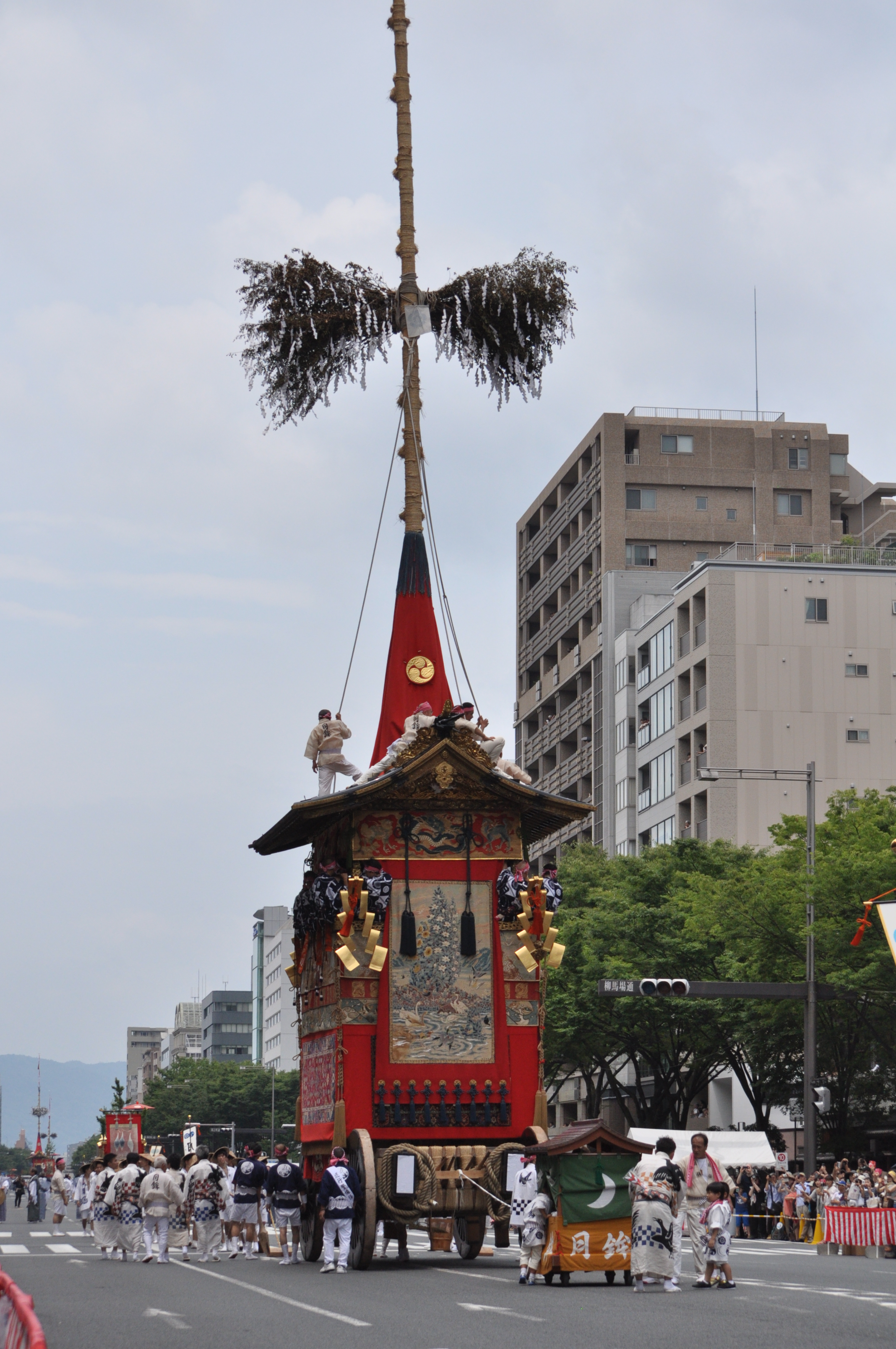
月鉾（2017年7月17日撮影）